# 蘭喬德索爾 (加利福尼亞州)
蘭喬德索爾（英語：Rancho del Sol）是位於美國加利福尼亞州埃爾多拉多縣的一個非建制地區。該地的面積和人口皆未知。

## 地理
蘭喬德索爾的座標為38°43′13″N 120°39′10″W / 38.72028°N 120.65278°W，而該地的平均海拔高度為911米（即2989英尺）。